# Chrysso lativentris
Chrysso lativentris är en spindelart som beskrevs av Yoshida 1993. Chrysso lativentris ingår i släktet Chrysso och familjen klotspindlar. Inga underarter finns listade i Catalogue of Life.